# التبشومة (كعيدنة)

تعديل مصدري - تعديل

التبشومة هي إحدى قرى عزلة بني نشر بمديرية كعيدنة التابعة لمحافظة حجة، بلغ تعداد سكانها 849 نسمة حسب تعداد اليمن لعام 2004.